# Amstrad PPC
Amstrad PPC is een serie draagbare computers geproduceerd door het Britse elektronicabedrijf Amstrad.

## Geschiedenis
De PPC512 en PPC640, die in 1988 op de markt kwamen, waren de eerste IBM PC-compatibele draagbare modellen van Amstrad. Ze waren voorzien van een ingebouwd toetsenbord en monochroom lcd-scherm, hadden één of twee diskettestations en konden worden gevoed door tien 1,5V-batterijen of een externe stroombron.

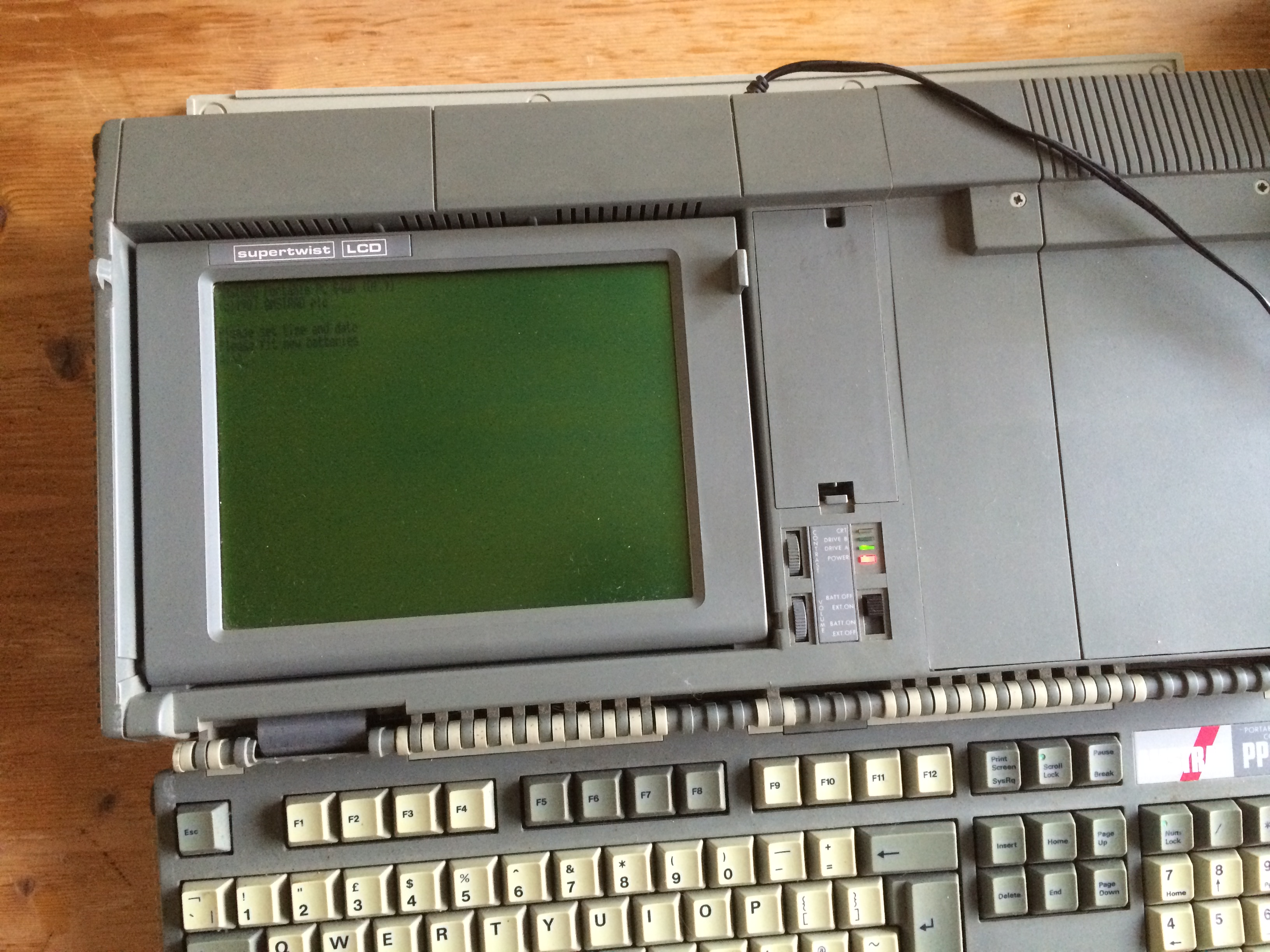
Het scherm van de PPC640